# Ozarba inobtrusoides
Ozarba inobtrusoides är en fjärilsart som beskrevs av Embrik Strand 1917. Ozarba inobtrusoides ingår i släktet Ozarba och familjen nattflyn. Inga underarter finns listade i Catalogue of Life.